# Fabre (circonscription provinciale)
Pour les articles homonymes, voir Fabre.
Circonscription électorale provinciale du Canada
Fabre est une circonscription électorale provinciale  du Québec située dans la ville de Laval. Elle comprend les quartiers Laval-Ouest, Laval-sur-le-Lac, Sainte-Dorothée, la partie ouest de Fabreville et la partie nord-ouest de Chomedey.

## Historique
Précédée de : Laval
La circonscription de Fabre est détachée en 1965 du district électoral de Laval. Elle couvrait à ce moment toute la moitié ouest de l'île Jésus, laquelle correspond au territoire de la ville alors nouvelle de Laval. Elle est modifiée lors de la refonte de la carte électorale de 1972, se situant dès lors au centre de l'île Jésus, flanquée à l'est de la circonscription de Mille-Îles et à l'ouest de celle de Laval. En 1980, lors de l'ajout de deux nouvelles circonscriptions sur l'île Jésus, elle est redéfinie comme occupant la pointe ouest de l'île. En 2001, elle perd une partie de son territoire qui est attribué à Vimont, puis en 2011 sa superficie est de nouveau réduite pour contribuer à l'établissement de Sainte-Rose . Lors de la refonte de 2017, seul un léger ajustement de sa limite avec Chomedey est effectué.
La circonscription est nommée en l'honneur de l'évêque montréalais Édouard-Charles Fabre.

## Territoire et limites
La circonscription couvre l'extrémité ouest de la ville de Laval. Elle s'étend sur 54,13 km2 et sa population était, en 2016, de 75 810 personnes. Sa limite est passe par l'autoroute Chomedey, l'autoroute Jean-Noël-Lavoie, la 100e Avenue, la piste cyclable du parc Le Boutillier, le chemin du Souvenir, le boulevard Notre-Dame, et de nouveau l’autoroute Chomedey.

## Liste des députés
| Législature              | Années       | Député        | Député              | Parti            |
| ------------------------ | ------------ | ------------- | ------------------- | ---------------- |
| Fabre Créée depuis Laval |              |               |                     |                  |
| 28e                      | 1966–1970    |               | Gilles Houde        | Libéral          |
| 29e                      | 1970–1973    |               | Gilles Houde        | Libéral          |
| 30e                      | 1973–1976    |               | Gilles Houde        | Libéral          |
| 31e                      | 1976–1981    |               | Bernard Landry      | Parti québécois  |
| 32e                      | 1981–1985    | Michel Leduc  |                     | Parti québécois  |
| 33e                      | 1985–1989    |               | Jean-A. Joly        | Libéral          |
| 34e                      | 1989–1994    |               | Jean-A. Joly        | Libéral          |
| 35e                      | 1994–1998    |               | Joseph Facal        | Parti québécois  |
| 36e                      | 1998–2003    |               | Joseph Facal        | Parti québécois  |
| 37e                      | 2003–2007    |               | Michelle Courchesne | Libéral          |
| 38e                      | 2007–2008    |               | Michelle Courchesne | Libéral          |
| 39e                      | 2008–2012    |               | Michelle Courchesne | Libéral          |
| 40e                      | 2012–2014    | Gilles Ouimet |                     | Libéral          |
| 41e                      | 2014–2015    | Gilles Ouimet |                     | Libéral          |
| 41e                      | 2015–2018    | Monique Sauvé |                     | Libéral          |
| 42e                      | 2018–2022    | Monique Sauvé |                     | Libéral          |
| 43e                      | 2022–présent |               | Alice Abou-Khalil   | Coalition avenir |

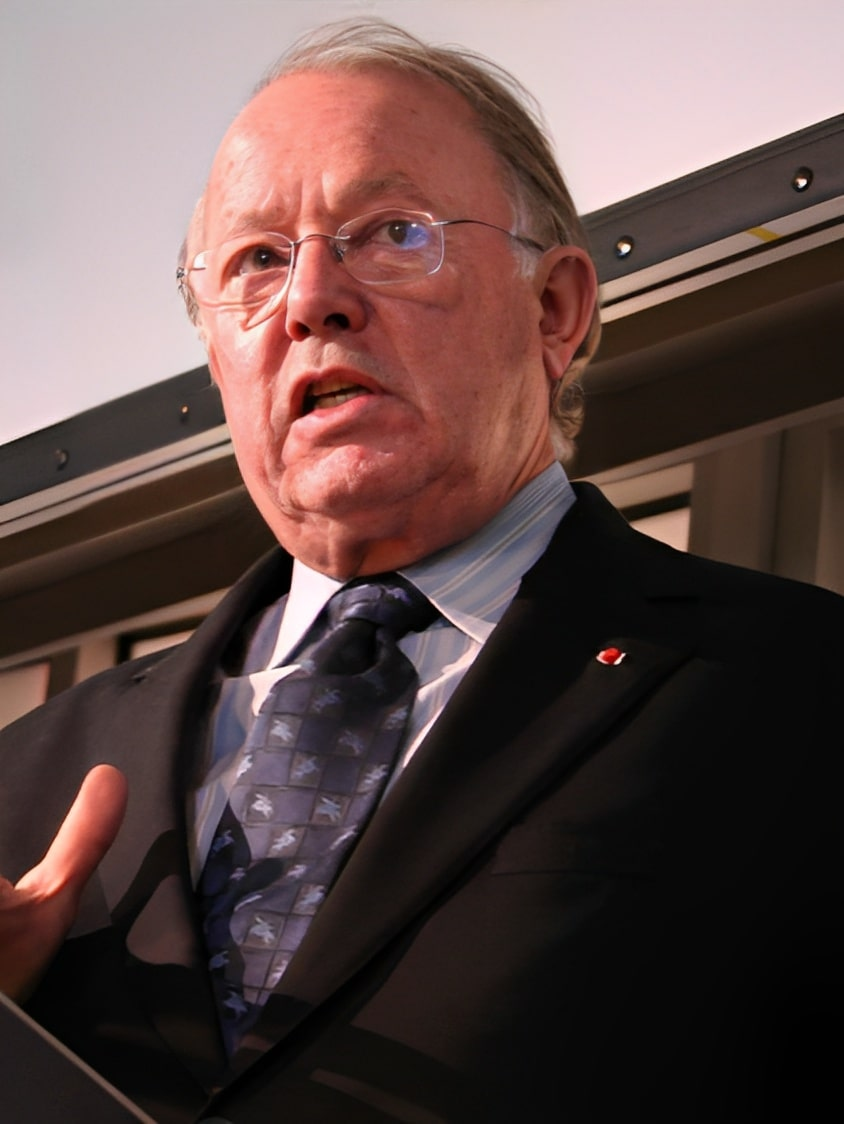
Bernard Landry est député de Fabre de 1976 à 1981 pour le Parti québécois.
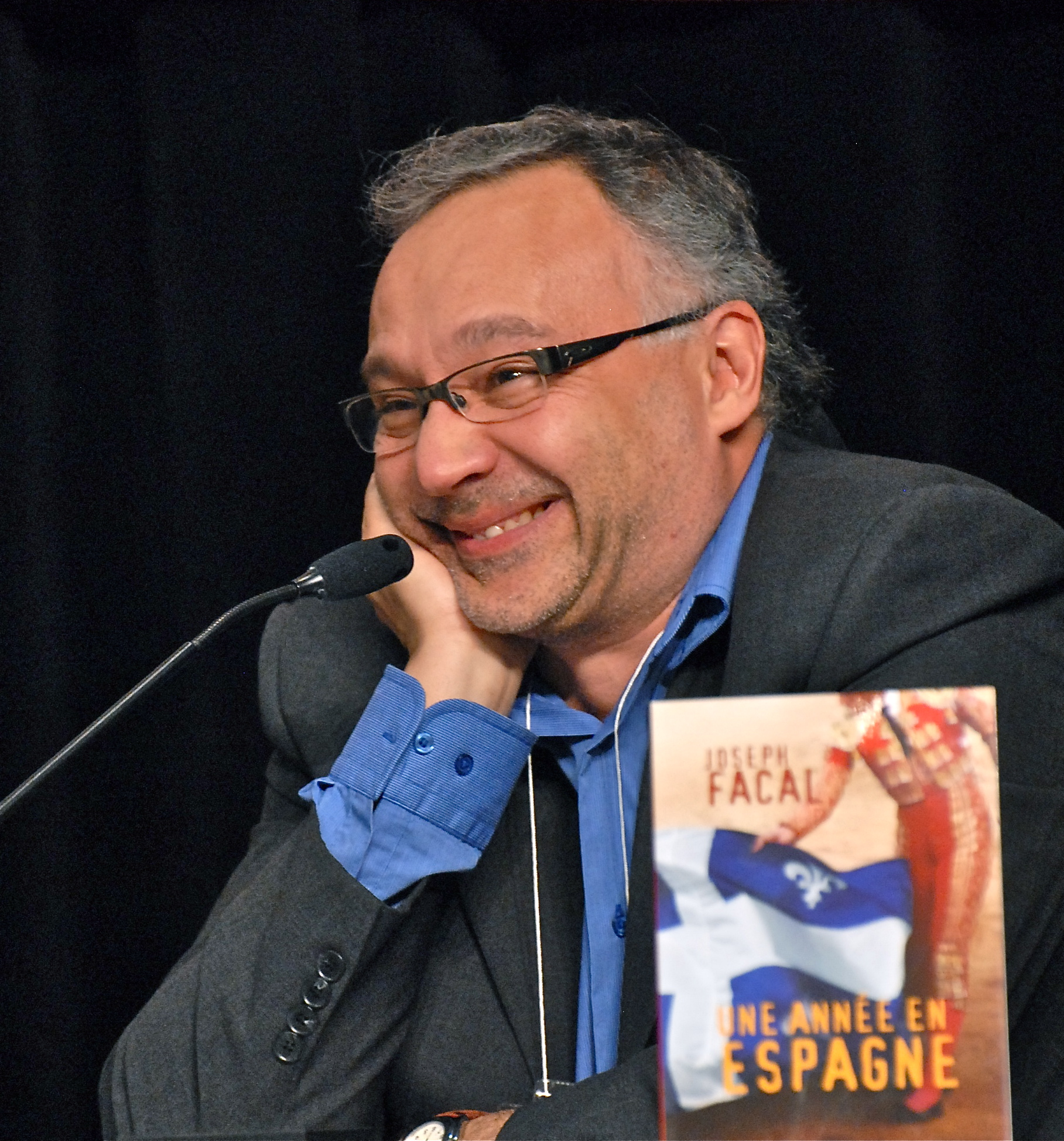
Joseph Facal est député de Fabre de 1994 à 2003 pour le Parti québécois.

## Résultats électoraux
|                                                                                               | Nom                         | Parti            | Nombre de voix | %      | Maj. |
| --------------------------------------------------------------------------------------------- | --------------------------- | ---------------- | -------------- | ------ | ---- |
|                                                                                               | Alice Abou-Khalil           | Coalition avenir | 10 912         | 31,8 % | 306  |
|                                                                                               | Sonia Baudelot              | Libéral          | 10 606         | 30,9 % | -    |
|                                                                                               | Stéphane Turmel             | Conservateur     | 5 205          | 15,2 % | -    |
|                                                                                               | Jessy Léger                 | Québec solidaire | 3 820          | 11,1 % | -    |
|                                                                                               | Catherine Dansereau-Redhead | Parti québécois  | 3 346          | 9,8 %  | -    |
|                                                                                               | Lynn Buchanan               | Vert             | 418            | 1,2 %  | -    |
| Total                                                                                         | Total                       | Total            | 34 307         | 100 %  |      |
| Le taux de participation lors de l'élection était de 62,6 % et 390 bulletins ont été rejetés. |                             |                  |                |        |      |

|                                                                                               | Nom                      | Parti            | Nombre de voix | %      | Maj.  |
| --------------------------------------------------------------------------------------------- | ------------------------ | ---------------- | -------------- | ------ | ----- |
|                                                                                               | Monique Sauvé (sortante) | Libéral          | 12 147         | 37,5 % | 1 607 |
|                                                                                               | Adriana Dudas            | Coalition avenir | 10 540         | 32,6 % | -     |
|                                                                                               | Odette Lavigne           | Parti québécois  | 4 372          | 13,5 % | -     |
|                                                                                               | Nora Yata                | Québec solidaire | 3 487          | 10,8 % | -     |
|                                                                                               | David Gilbert-Parisée    | Vert             | 861            | 2,7 %  | -     |
|                                                                                               | Juliett Zuniga Lopez     | Conservateur     | 688            | 2,1 %  | -     |
|                                                                                               | Karim Mahmoodi           | NPD Québec       | 279            | 0,9 %  | -     |
| Total                                                                                         | Total                    | Total            | 32 374         | 100 %  |       |
| Le taux de participation lors de l'élection était de 61,2 % et 488 bulletins ont été rejetés. |                          |                  |                |        |       |

|                                                                                            | Nom                         | Parti            | Nombre de voix | %      | Maj.  |
| ------------------------------------------------------------------------------------------ | --------------------------- | ---------------- | -------------- | ------ | ----- |
|                                                                                            | Monique Sauvé               | Libéral          | 5 035          | 44 %   | 1 757 |
|                                                                                            | Jibril Akaaboune LeFrançois | Parti québécois  | 3 278          | 28,6 % | -     |
|                                                                                            | Carla El-Ghandour           | Coalition avenir | 1 674          | 14,6 % | -     |
|                                                                                            | Charles Lemieux             | Québec solidaire | 738            | 6,4 %  | -     |
|                                                                                            | Kim Raymond                 | Vert             | 420            | 3,7 %  | -     |
|                                                                                            | Jeremy Dohan                | Conservateur     | 160            | 1,4 %  | -     |
|                                                                                            | Valérie Doucet              | Option nationale | 145            | 1,3 %  | -     |
| Total                                                                                      | Total                       | Total            | 11 450         | 100 %  |       |
| Le taux de participation lors de l'élection était de 23 % et 82 bulletins ont été rejetés. |                             |                  |                |        |       |

|                                                                                               | Nom                               | Parti            | Nombre de voix | %      | Maj.   |
| --------------------------------------------------------------------------------------------- | --------------------------------- | ---------------- | -------------- | ------ | ------ |
|                                                                                               | Gilles Ouimet (sortant)           | Libéral          | 20 614         | 55,1 % | 12 816 |
|                                                                                               | François-Gycelain Rocque          | Parti québécois  | 7 798          | 20,9 % | -      |
|                                                                                               | Christopher Skeete                | Coalition avenir | 6 667          | 17,8 % | -      |
|                                                                                               | Marie-Claire Des Rochers-Lamarche | Québec solidaire | 2 122          | 5,7 %  | -      |
|                                                                                               | Bernard Paré                      | Option nationale | 181            | 0,5 %  | -      |
| Total                                                                                         | Total                             | Total            | 37 382         | 100 %  |        |
| Le taux de participation lors de l'élection était de 77,2 % et 440 bulletins ont été rejetés. |                                   |                  |                |        |        |

|                                                                                             | Nom                      | Parti            | Nombre de voix | %      | Maj.  |
| ------------------------------------------------------------------------------------------- | ------------------------ | ---------------- | -------------- | ------ | ----- |
|                                                                                             | Gilles Ouimet            | Libéral          | 13 305         | 37,5 % | 3 381 |
|                                                                                             | François-Gycelain Rocque | Parti québécois  | 9 924          | 28 %   | -     |
|                                                                                             | Dominique Anglade        | Coalition avenir | 9 852          | 27,8 % | -     |
|                                                                                             | Wilfried Cordeau         | Québec solidaire | 1 260          | 3,6 %  | -     |
|                                                                                             | Jean-François Lepage     | Vert             | 547            | 1,5 %  | -     |
|                                                                                             | Bruno Forget             | Option nationale | 388            | 1,1 %  | -     |
|                                                                                             | Philippe Mayrand         | Indépendant      | 207            | 0,6 %  | -     |
| Total                                                                                       | Total                    | Total            | 35 483         | 100 %  |       |
| Le taux de participation lors de l'élection était de 76 % et 371 bulletins ont été rejetés. |                          |                  |                |        |       |

|                                                                                               | Nom                           | Parti               | Nombre de voix | %      | Maj.  |
| --------------------------------------------------------------------------------------------- | ----------------------------- | ------------------- | -------------- | ------ | ----- |
|                                                                                               | Michelle Courchesne (sortant) | Libéral             | 15 349         | 45,5 % | 2 924 |
|                                                                                               | François-Gycelain Rocque      | Parti québécois     | 12 425         | 36,8 % | -     |
|                                                                                               | Tom Pentefountas              | Action démocratique | 4 024          | 11,9 % | -     |
|                                                                                               | Erika Alvarez                 | Vert                | 1 021          | 3 %    | -     |
|                                                                                               | Pierre Brien                  | Québec solidaire    | 918            | 2,7 %  | -     |
| Total                                                                                         | Total                         | Total               | 33 737         | 100 %  |       |
| Le taux de participation lors de l'élection était de 57,1 % et 517 bulletins ont été rejetés. |                               |                     |                |        |       |

|                                                                                               | Nom                           | Parti               | Nombre de voix | %      | Maj.  |
| --------------------------------------------------------------------------------------------- | ----------------------------- | ------------------- | -------------- | ------ | ----- |
|                                                                                               | Michelle Courchesne (sortant) | Libéral             | 14 615         | 34,9 % | 1 208 |
|                                                                                               | Patrick Pilotte               | Action démocratique | 13 407         | 32 %   | -     |
|                                                                                               | Guy Lachapelle                | Parti québécois     | 11 224         | 26,8 % | -     |
|                                                                                               | Julien Boisseau               | Vert                | 1 795          | 4,3 %  | -     |
|                                                                                               | Marie-France Phisel           | Québec solidaire    | 882            | 2,1 %  | -     |
| Total                                                                                         | Total                         | Total               | 41 923         | 100 %  |       |
| Le taux de participation lors de l'élection était de 73,3 % et 448 bulletins ont été rejetés. |                               |                     |                |        |       |

|                                                                                               | Nom                 | Parti               | Nombre de voix | %      | Maj.  |
| --------------------------------------------------------------------------------------------- | ------------------- | ------------------- | -------------- | ------ | ----- |
|                                                                                               | Michelle Courchesne | Libéral             | 18 689         | 46,9 % | 4 261 |
|                                                                                               | Nathalie St-Pierre  | Parti québécois     | 14 428         | 36,2 % | -     |
|                                                                                               | Claude Dugas        | Action démocratique | 6 370          | 16 %   | -     |
|                                                                                               | Pierre Bibeau       | Indépendant         | 402            | 1 %    | -     |
| Total                                                                                         | Total               | Total               | 39 889         | 100 %  |       |
| Le taux de participation lors de l'élection était de 75,5 % et 567 bulletins ont été rejetés. |                     |                     |                |        |       |

## Référendums
|  | Référendum                     | % du OUI | % du NON | Taux de participation |
|  | Référendum de 1980             | 45,15 %  | 54,85 %  | 88,08 %               |
|  | Accord de Charlottetown (1992) | 40,45 %  | 59,55 %  | 87,64 %               |
|  | Référendum de 1995             | 51,42 %  | 48,58 %  | 96,07 %               |